# Marullus (préfet de Judée)
Marullus est le nom attesté par Flavius Josèphe du  septième préfet romain de la province de Judée, de 37 à 41 sous le règne de l'empereur Caligula (37 à 41).
Flavius Josèphe mentionne qu'au moment même où il pose le diadème royal sur la tête d'Agrippa Ier, Caligula envoie Marullus comme « hipparque (ἱππάρχης) de Judée », une mention qui est la seule attestation connue du statut de la province judéenne sous le règne de cet empereur. Le consensus savant s'accorde à penser que ce statut est resté le même que précédemment, Marullus en étant le gouverneur.
Mis à part cette citation de son nom par Josèphe, il n'a pas laissé de trace historique, on ne sait rien de son administration et il y a même des doutes concernant son identité : certains auteurs se demandent s'il ne s'agit pas du préfet Marcellus qui, nommé provisoirement par Lucius Vitellius aurait été confirmé par Caligula dans ses fonctions. Les deux noms Marullus et Marcellus n’apparaissant chacun qu'une seule fois dans l’œuvre de Josèphe, il a pu s'agir d'une erreur de copiste. D'autres spécialistes, comme E.Mary Smallwood, estiment qu'il s'agit bien de deux personnages différents.
C'est sous son mandat qu'Hérode Agrippa Ier obtient en plus de son royaume de Batanée, la royauté sur les territoires de Galilée et de Pérée en même temps que son oncle Hérode Antipas est destitué de sa tétrarchie. Il reçoit par la suite (41) de l'empereur Claude, l'Idumée, la Samarie et la Judée, y suspendant de la sorte le pouvoir préfectoral jusque-là en vigueur, mettant fin ainsi à la fonction de Marullus. Toutefois, comme lui, il se trouve sous le contrôle du gouverneur romain de Syrie, d'abord Petronius puis Marsius.